# Draba matthioloides
Draba matthioloides är en korsblommig växtart som beskrevs av Ernest Friedrich Gilg och Otto Eugen Schulz. Draba matthioloides ingår i släktet drabor, och familjen korsblommiga växter.

## Underarter
Arten delas in i följande underarter:
- D. m. matthioloides
- D. m. saundersii